# Autostrada A29 dir/A
Die Autostrada A29 dir/A (italienisch für ‚Autobahn A29 dir/A‘), auch Diramazione per Birgi genannt, ist eine italienische Autobahn im Westen der Insel Sizilien, die von der Autostrada A29dir nach Birgi führt. Die A29 dir/A ist ein Autobahnabzweig der A29 dir, die wiederum ein Abzweig der Autostrada A29 ist. Die Autobahn ist im gesamten Verlauf mautfrei.
Die Strecke beginnt unweit der Ortschaft Dattilo und endet nahe dem Flughafen Trapani-Birgi.